# Zysk krańcowy
Zysk krańcowy (ang. marginal profit) – zysk, który osiąga firma po wyprodukowaniu i sprzedaniu jednej dodatkowej jednostki dobra. Jest to różnica utargu krańcowego i kosztu krańcowego. Pojęcie zysku krańcowego jest przydatne w określeniu, czy firma powinna zwiększyć produkcję, zmniejszyć lub ją zakończyć
{\displaystyle MP=MR-MC.}

## Korzyści skali

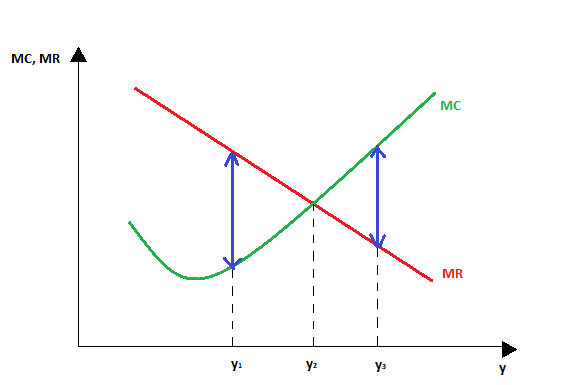
Koszt krańcowy, utarg krańcowy i zaznaczone przykładowe wartości zysku krańcowego

Wielkość zysku krańcowego zależy od korzyści skali. Wraz ze zmianą wielkości produkcji firmy, zmieniają się koszty, które ta firma ponosi, więc zyskowność także się zmienia.
Pozytywne korzyści skali występują, gdy zwiększenie skali produkcji powoduje zwiększenie zysku krańcowego. Natomiast dalsze zwiększanie produkcji będzie powodowało powstawanie niekorzyści skali i ujemny zysk krańcowy. W tej sytuacji firma może zmniejszyć produkcję, by nie ponosić strat lub gdy jest to niemożliwe – zakończyć produkcję.
Przykładowo na wykresie kiedy {\displaystyle y_{1}} to zysk krańcowy jest dodatni, przy {\displaystyle y_{2}} wynosi zero, a przy {\displaystyle y_{3}} jest mniejszy od zera.

## Maksymalizacja zysku
Zysk krańcowy to także pierwsza pochodna zysku całkowitego. Przykładowo załóżmy, że firma ma następującą funkcję zysku:
{\displaystyle \pi =f(x_{1},x_{2})-w_{1}x_{1}-w_{2}x_{2},}
wtedy zysk krańcowy policzony pochodną po {\displaystyle x_{1}} (zakładając, że {\displaystyle x_{2}} jest na jakimś stałym poziomie) wynosi:
{\displaystyle {\frac {d\pi }{dx_{1}}}={\frac {df(x_{1},x_{2})}{dx_{1}}}-w_{1}.}

## Konkurencja doskonała
Na rynku konkurencji doskonałej firmy dążą do momentu, gdy utarg krańcowy jest równy kosztowi krańcowemu. Staje się tak, ponieważ przez konkurencję cena, za którą firma sprzedaje produkt, jest równa kosztowi krańcowemu. Konkurencja doskonała prowadzi do tego, że krańcowy produkt jest równy kosztowi krańcowemu. Z tego powodu w tej sytuacji zysk krańcowy wynosi zero
{\displaystyle MC=MR=P.}

## Koszty utopione i koszty stałe a zysk krańcowy
Koszty utopione i koszty stałe nie powinny być brane pod uwagę przy wyliczaniu zysku krańcowego. Są to wydatki, które nie wpływają na zyskowność produkcji kolejnej jednostki dobra.